# 王惇
王 惇（おう とん、? - 256年）は、中国後漢末期から三国時代の呉の武将。

## 生涯
建安24年（219年）、呂蒙が荊州に侵攻し関羽を殺害すると、曹操は孫権を驃騎将軍・荊州牧に任じ、仮節を与え、南昌侯に封じた。孫権は校尉の梁寓を使者に立てて後漢の朝廷に献上物を捧げさせ、捕虜の朱光・浩周らを釈放して魏に返還し、それとともに王惇に命じて馬を買い入れさせた。
太平元年（256年）11月、孫綝の従兄の孫憲は、将軍の王惇と謀って孫綝の暗殺を企てたが、事が発覚し、孫綝は王惇を殺害し、孫憲には自殺をさせたという。